# 廣澤隆之
廣澤 隆之（ひろさわ たかゆき、1946年 - ）は、日本の仏教学者で、真言宗の僧侶、大正大学元副学長。
大正大学教授、真言宗智山派伝法院前院長、川崎大師教学研究所専門研究員。

## 来歴・人物
1946年、東京都生まれ。1971年、京都大学文学部哲学科卒業。1977年、大正大学大学院文学研究科（宗教学専攻）博士課程満期退学。 1982年以降、足利工業大学、大正大学、立教大学、早稲田大学講師。大正大学綜合佛教研究所元副所長。大正大学元副学長。

## 著作リスト
- 『図解雑学　仏教』（ナツメ社、2002年）
- 『『唯識三十頌』を読む』（大正大学出版会、2005年）

### 共著
- 『瑜伽師地論総索引 - 漢梵蔵対照』（横山紘一との共著、山喜房仏書林、1996年）
- 『瑜伽師地論に基づく梵蔵漢対照・蔵梵漢対照佛教語辞典』（横山紘一との共著、山喜房仏書林、1997年）

### 監修
- 『よくわかる仏教』（PHP研究所、2006年）
- 『図説あらすじで読む日本の仏教と経典』（青春出版社、2006年）
- 『仏像とお寺のなるほど読本 - 知っているとためになる!』（青春出版社、2008年）
- 『図説あらすじでわかる!日本の仏教とお経』（青春出版社、2010年）
- 『近代仏教を問う』（廣澤 隆之・宮坂 宥洪 (監修)、智山伝法院 (編集)、春秋社、2014年）
- 『ゼロから始めるお寺と仏像入門』（KADOKAWA/メディアファクトリー、2014年）
- 『一冊でわかるイラストでわかる図解仏教―地図・イラストを駆使超ビジュアル100テーマ』（成美堂出版、2014年）

### 論文
- CiNii>廣澤隆之
- INBUDS>廣澤隆之